# Снітівська сільська рада (Іванівський район)
Снітівська сільська́ ра́да (біл. Снітаўскі сельсавет) — колишня адміністративно-територіальна одиниця у складі Іванівського району Берестейської області Білорусі. Адміністративним центром було село Снітово.

## Історія
Сільська рада ліквідована 26 червня 2013 року, територія та населені пункти увійшли до складу Горбаської сільської ради.

## Склад
Населені пункти, що підпорядковувалися сільській раді станом на 2009 рік:
| Населений пункт | Тип  | Населення, осіб (2009) |
| --------------- | ---- | ---------------------- |
| Вороцевичі      | село | 423                    |
| Снітово         | село | 718                    |
| Трудова         | село | 227                    |

## Населення
За переписом населення Білорусі 2009 року чисельність населення сільської ради становила 1368 осіб.

### Національність
Розподіл населення за рідною національністю за даними перепису 2009 року:
| Національність            | Осіб | Відсоток |
| ------------------------- | ---- | -------- |
| білоруси                  | 1332 | 97,37 %  |
| українці                  | 17   | 1,24 %   |
| росіяни                   | 16   | 1,17 %   |
| молдовани                 | 2    | 0,15 %   |
| національність не вказана | 1    | 0,07 %   |
| Разом                     | 1368 | 100 %    |